# Bernardo de la Garza
Bernardo de la Garza Herrera (Ciudad de México, 14 de octubre de 1970) es un político mexicano, fue precandidato para la elección presidencial de 2006 por el Partido Verde Ecologista de México y fue director de la Comisión Nacional del Deporte. Está casado con Ana María de la Garza y tiene un hijo.

## Biografía
Estudio en el Colegio Vista Hermosa de la Ciudad de México y se graduó del Instituto Tecnológico y de Estudios Superiores de Monterrey (ITESM) de la carrera de Contabilidad. Se especializó en Finanzas en el Instituto Tecnológico Autónomo de México (ITAM). Posteriormente realizó la Maestría en Administración de Empresas en la UCLA Anderson School of Management y la Maestría en Administración Pública en la Universidad de Harvard.
Fue elegido para representar al PVEM en la Cámara de Diputados de 2000 a 2003 y a la Asamblea Legislativa del Distrito Federal de 2003 a 2006. El 12 de noviembre de 2005, el PVEM lo eligió como su candidato para la elección presidencial de 2006.
Más adelante el Partido Verde Ecologista de México formó una alianza con el Partido Revolucionario Institucional (PRI), dejando como candidato de esta a Roberto Madrazo Pintado; el hecho causó polémica, debido a que durante su corta campaña como candidato Bernardo de la Garza aseveró que México necesitaba un presidente joven; por lo que su declinación hacia Madrazo fue interpretada como una contradicción a la causa que había representado.
Dos meses más tarde y por estas mismas contradicciones manifestó su desacuerdo, abandonando la alianza por México encabezada por Roberto Madrazo y se incorporó al equipo de Felipe Calderón como Jefe de la Unidad de Proyectos Especiales de la Presidencia de la República.

### CONADE
El 8 de abril de 2009 fue designado titular de la Comisión Nacional del Deporte por el presidente Felipe Calderón Hinojosa, en sustitución de Carlos Hermosillo.Su cargo desempeñado transcurrio hasta noviembre de 2012, siendo el titular en el cargo durante los Juegos Olímpicos de Londres 2012, en el que la delegación mexicana logró las presas de oro (1 medalla), plata (3 medallas) y bronce (4 medallas). 

#### París 2024
El 5 de mayo de 2023, fue designado por el Comité Olímpico Mexicano como Jefe de Misión de México en los Juegos Olímpicos de París 2024, en el que fue designado sobre Fernando Platas y Victor Estrada. 
Durante la justa veraniega, se involucró por sus declaraciones misoginias contra la boxeadora argelina Imane Khelif, a la que en sus redes sociales indicaba como atleta varonil en una competencia femenil. Lo cual fue criticado tanto por periodistas deportivos, como por ciudadanas, ante las falsas acusaciones de la cual el Comité Olímpico Internacional indicaba como infundadas por parte de la Asociación internacional del Boxeo y como violación a los compromisos con los derechos humanos de las atletas.